# ゆみたかよ
ゆみた かよは、日本の女性声優。

## 出演作品

### テレビアニメ
1999年
- おジャ魔女どれみ（中山しおり、試験官）
- ひみつのアッコちゃん(第3作)（ウェイトレス、婦人警官）

2000年
- おジャ魔女どれみ♯（中山しおり、テキ、マジョポン）

2001年
- も〜っと!おジャ魔女どれみ（マジョポン、テキ、松下あや）

2002年
- おジャ魔女どれみドッカ〜ン!（2002年 - 2003年、マジョポン、中山しおり、テキ）

### OVA
2004年
- おジャ魔女どれみナ・イ・ショ（中山しおり）

### ゲーム
2002年
- おジャ魔女どれみドッカ〜ン!にじいろパラダイス（マジョポン、テキ、中山しおり）

### CD

#### 音楽CD
- おジャ魔女ドッカ〜ン!CDくらぶ その6 キャラクター・ヴォーカルコレクション 6年2組盤
  - 忘れない…（中山しおりとして）

#### ドラマCD
- おジャ魔女ドッカ〜ン!CDくらぶ その7 おジャ魔女ドッカ〜ン!ドラマシアター（マジョポン、テキ）